# 芍药山乡
芍药山乡是中国山东省临沂市费县下辖的一个乡。

## 行政区划
芍药山乡下辖赵庄村、河头湾村、石河村、红果峪村、东天井汪村、南天井汪村、西南峪村、北天井汪村、鱼林山村、楼泉庄村、核桃峪村、牛角峪村、利团村、富民新村、联新村、芍药山村、上合村、莲花庄村、大寨村。